# Cladangia
Cladangia is een geslacht van koralen uit de familie van de Rhizangiidae.

## Soorten
- Cladangia exusta Lütken, 1873
- Cladangia semispherica (Defrance, 1826) †